# Scorzonera kozlowskyi
Scorzonera kozlowskyi là một loài thực vật có hoa trong họ Cúc. Loài này được Sosn. ex Grossh. miêu tả khoa học đầu tiên.